# 真・爆走デコトラ伝説 〜哀愁挽歌集〜
『真・爆走デコトラ伝説 ～哀愁挽歌集～』（しん・ばくそうデコトラでんせつ あいしゅうばんかしゅう）は、PlayStation 2専用ソフトウェア「真・爆走デコトラ伝説 〜天下統一頂上決戦〜」の挿入歌を収録したサウンドトラックである。2005年3月2日にサイトロン・デジタルコンテンツより発売された。

## 解説
ゲーム内で使用された演歌を全14曲収録。歌唱は北岡ひろし・越乃ひかる・神園さやかの3名、作曲は志倉千代丸他が担当。

## 収録曲
1. 真・男一匹夢街道[1] - オープニングテーマ
  - 作詞・作曲:志倉千代丸 / 編曲:吉原かつみ / 歌:北岡ひろし
2. 緑の燈火（あかり）
  - 作詞:米澤正弘 / 作曲・編曲:匹田健二 / 歌:北岡ひろし
3. 旅路、愛の運命（さだめ）
  - 作詞・作曲・編曲:スキャット後藤（後藤重満） / 歌:北岡ひろし・越乃ひかる
4. 別れ道[2]
  - 作詞:yoko / 作曲・編曲:河本泰治 / 歌:越乃ひかる
5. 旨酒（うまざけ）
  - 作詞・作曲・編曲:スキャット後藤 / 歌:神園さやか
6. デコトラ恋歌
  - 作詞:米澤正弘 / 作曲・編曲:河本泰治 / 歌:北岡ひろし・神園さやか
7. 津軽冬列車
  - 作詞・作曲:志倉千代丸 / 編曲:吉原かつみ / 歌:越乃ひかる
8. 花恋唄 from 天下統一頂上決戦[1]
  - 作詞・作曲・編曲:志倉千代丸 / 歌:神園さやか
9. 未練酒[2]
  - 作詞:yoko / 作曲・編曲:河本泰治 / 歌:越乃ひかる
10. 街道美神
  - 作詞・作曲:志倉千代丸 / 編曲:吉原かつみ / 歌:北岡ひろし
11. おとこやぐら
  - 作詞・作曲:志倉千代丸 / 編曲:斉藤かんじ / 歌:北岡ひろし
12. 心変わり from 天下統一頂上決戦[1]
  - 作詞・作曲・編曲:志倉千代丸 / 歌:神園さやか・越乃ひかる
13. 人志（こころざし）
  - 作詞・作曲・編曲:スキャット後藤 / 歌:北岡ひろし
14. 男道[3] - エンディングテーマ
  - 作詞:yoko / 作曲:河本泰治 / 編曲:斉藤かんじ / 歌:北岡ひろし

### サウンドトラック未収録曲
ゲーム本編で使用されているが、本サウンドトラックには収録されていない楽曲。いずれも過去作『爆走デコトラ伝説〜男一匹夢街道〜（☆印）』及び『～アートカミオン～芸術伝（★印）』で使用された楽曲である。
1. 男一匹夢街道☆
  - 作詞・作曲・編曲:志倉千代丸 / 歌:北岡ひろし
2. 人生博徒☆
  - 作詞:yoko / 作曲・編曲:河本泰治 / 歌:北岡ひろし
3. お七☆
  - 作詞・作曲・編曲:志倉千代丸 / 歌:縣ひろ子
4. 夢桜☆
  - 作詞・作曲・編曲:志倉千代丸 / 歌:縣ひろ子
5. 男道★
  - 作詞:yoko / 作曲:河本泰治 / 編曲:後藤重満 / 歌:北岡ひろし
6. コップ酒★
  - 作詞:yoko / 作曲:河本泰治 / 編曲:S.E.F.CoreSystem / 歌:北岡ひろし
7. なにわ女のひとりごと★
  - 作詞:yoko / 作曲:河本泰治 / 編曲:後藤重満 / 歌:北岡ひろし
8. みきり花★
  - 作詞:yoko / 作曲:河本泰治 / 編曲:後藤重満 / 歌:北岡ひろし
9. 風に吹かれて★
  - 作詞:米澤正弘 / 作曲・編曲:匹田健二 / 歌:北岡ひろし
10. 微笑み返し★
  - 作詞:yoko / 作曲・編曲:河本泰治 / 歌:北岡ひろし・縣ひろ子
11. 恋雪★
  - 作詞:yoko / 作曲・編曲:河本泰治 / 歌:縣ひろ子
12. 恋芝居★
  - 作詞・作曲・編曲:後藤重満 / 歌:縣ひろ子
13. マニキュア[4]★
  - 作詞:みなみひかる / 作曲・編曲:後藤重満 / 歌:縣ひろ子
14. 男と女★
  - 作詞・作曲・編曲:後藤重満 / 歌:縣ひろ子
15. トラック慕情★
  - 作詞・作曲・編曲:米澤正弘 / 歌:縣ひろ子